# Cozuelos de Ojeda

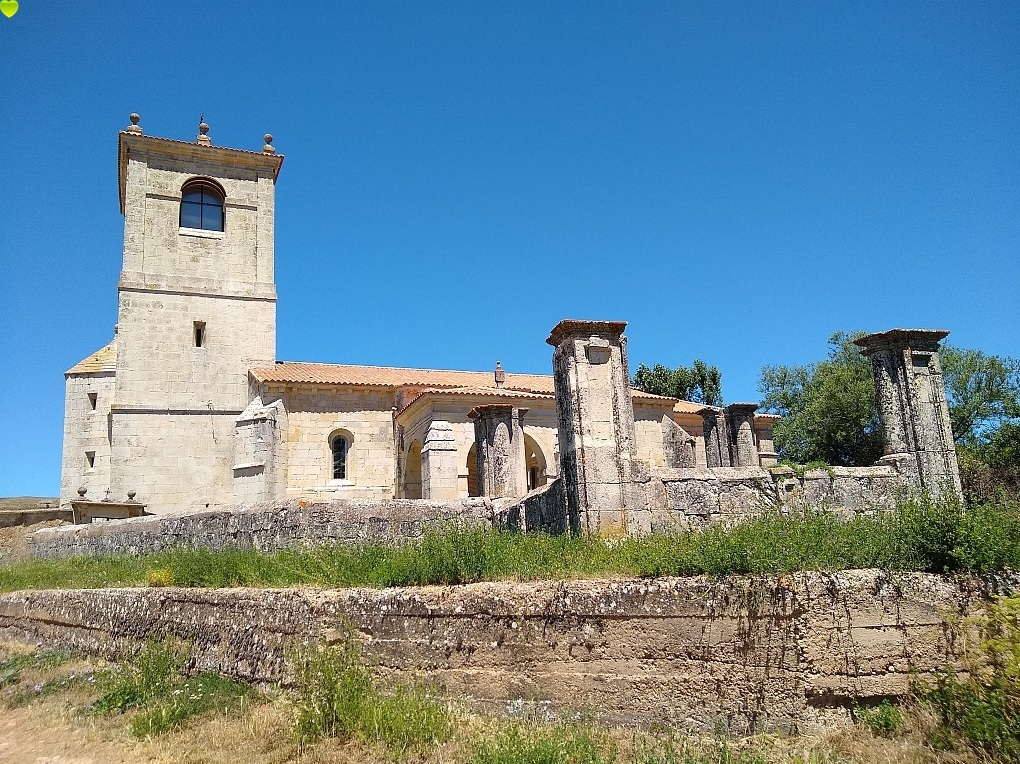
Iglesia

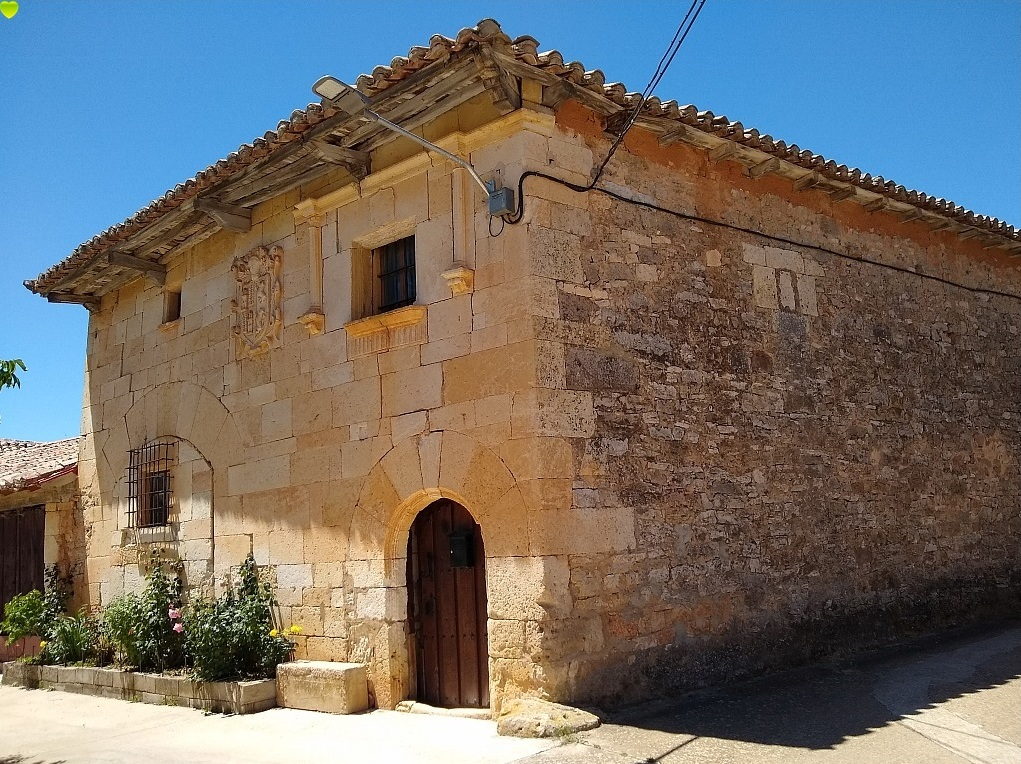

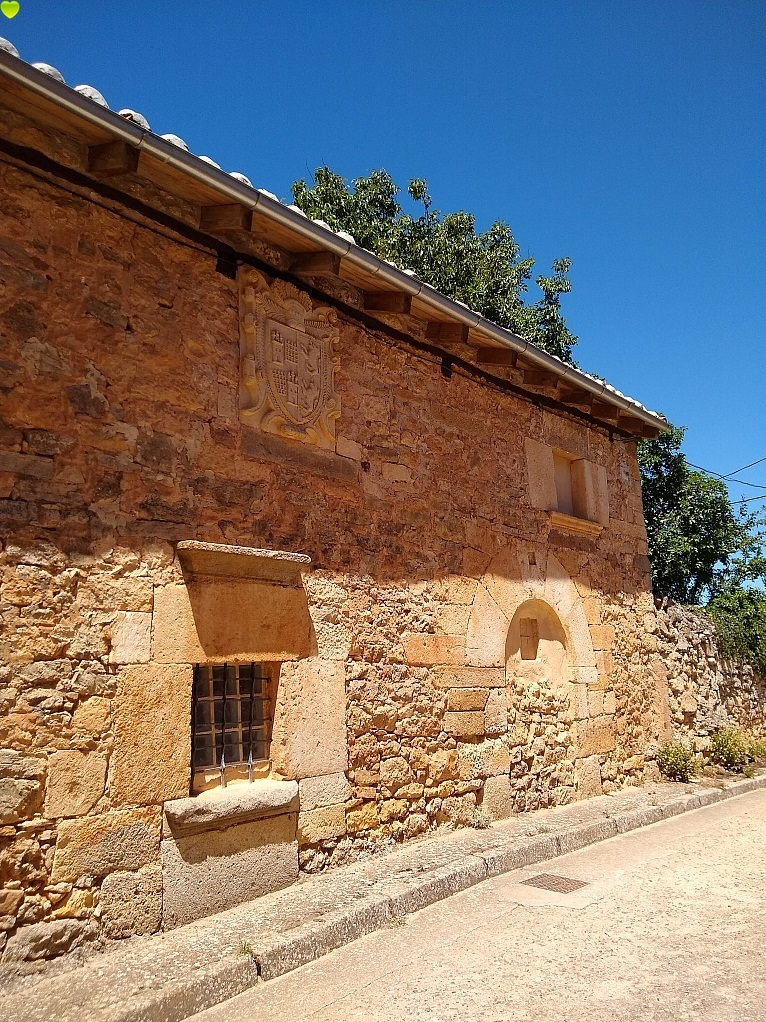

Cozuelos de Ojeda es una localidad de la provincia de Palencia (Castilla y León, España) que pertenece al municipio de Aguilar de Campoo.

## Geografía
Localidad situada en la comarca de la Ojeda, en el Noroeste de la provincia de Palencia, con una superficie de 98.998 m² y una población de 53 habitantes en el año 2007, altitud de 980 m s. n. m. y a 12 km de Aguilar de Campoo, la capital municipal.

## Geografía humana

### Demografía
| Gráfica de evolución demográfica de Cozuelos de Ojeda entre 1842 y 1970 |
| |
| Población de derecho según los censos de población del INE Población de hecho según los censos de población del INEEn este censo se denominaba Cojuelos: 1842 Entre el censo de 1981 y el anterior, este municipio desaparece porque se integra en el municipio 34004 (Aguilar de Campoo) |

Evolución de la población en el siglo XXI
| Gráfica de evolución demográfica de Cozuelos de Ojeda entre 2000 y 2020 |
|                                                                         |
| Población de derecho (2000-2020) según el padrón municipal del INE      |

### Economía

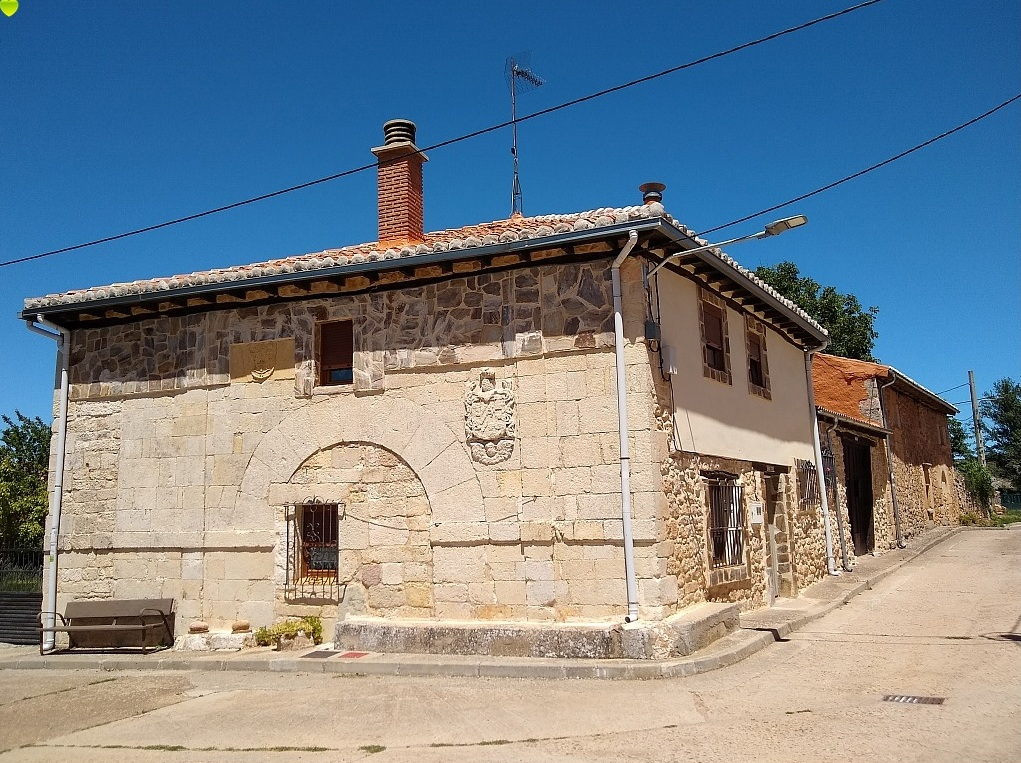

Dedicado a la agricultura son famosas sus patatas y sus cereales.

## Patrimonio
Iglesia católica dedicada a Nuestra Señora de la Asunción (1526) y su ermita de Santo Tomás en el centro del pueblo.
La iglesia parroquial es un destacable edificio renacentista, uno de los más valiosos de la comarca de la Ojeda. En su interior guarda un conjunto de retablos entre los que destaca singularmente el mayor, con figuras y relieves de la escuela de Francisco Giralte (siglo XVI). En el recinto exterior de la iglesia se conservan los restos de lo que pudiera ser un "conjuradero de nublos", atípica construcción muy interesante desde el punto de vista etnográfico e histórico.

## Fiestas y costumbres
Sus fiestas se celebran el día de la Santísima Trinidad. 

## Historia
Cozuelos de Ojeda fue municipio independiente hasta 1978. Ese año se incorporó al municipio de Aguilar de Campoo.